# Kamenný most ve Světnově
Kamenný most přes Stržský potok ve Světnově v okrese Žďár nad Sázavou je chráněnou kulturní památkou.

## Historie
V jihozápadní části obce Světnov byl v roce 1847 postaven kamenný dvouobloukový most stavitelem Josefem Fučkem podle návrhu stavebního mistra Jana Boučka ze Žďáru. Most byl postaven na žádost a za finanční podpory tehdejšího majitele panství Františka Dietrichštejna. Kamenný most nahradil původní dřevěný most na hlavní silnici ze Žďáru do Svratky. Po převedení silnice II/350 na nový most obchvatu Světnova vede přes historický kamenný most vedlejší komunikace. Most byl v roce 2014 Ministerstvem kultury České republiky prohlášen kulturní památkou.

## Popis
Silniční částečně omítnutý kamenný most má dva oblouky z vyskládaného kamene, které nasedají na střední pilíř. Oblouky mají rozpětí asi 3,80 m. Pilíř je na návodní a povodní straně zesílen kuželovými opěráky, které plní funkci ledolamu. Na jihovýchodní povodní straně je vyzděné křídlo, které drží silniční těleso. Křídlo je novodobé a není součásti památkové ochrany. Most má délku asi dvanáct metrů a je široký 7,60 m. Na mostě jsou kamenné parapetní zídky, které kryjí kamenné desky vyskládané na sráz. Mostovka má asfaltový povrch.